# Szarbków (stacja kolejowa)
Szarbków – stacja kolejowa w Unikowie koło Szarbkowa, w gminie Pińczów, w powiecie pińczowskim, w województwie świętokrzyskim, w Polsce.